# Червоне (Бориспільський район)
Червоне́ (раніше Пречіська Слобода, Пречиска, Пречисте, Пречистка, Пречистки, Пречістки) — село в Україні, в Бориспільському районі Київської області. Населення становить 521 осіб. Входить до складу Яготинської міської громади.

## Історія села
За часів козаччини було відоме як слобода Пречиська і належала до Яготинської сотні Переяславського полку Війська Запорозького.

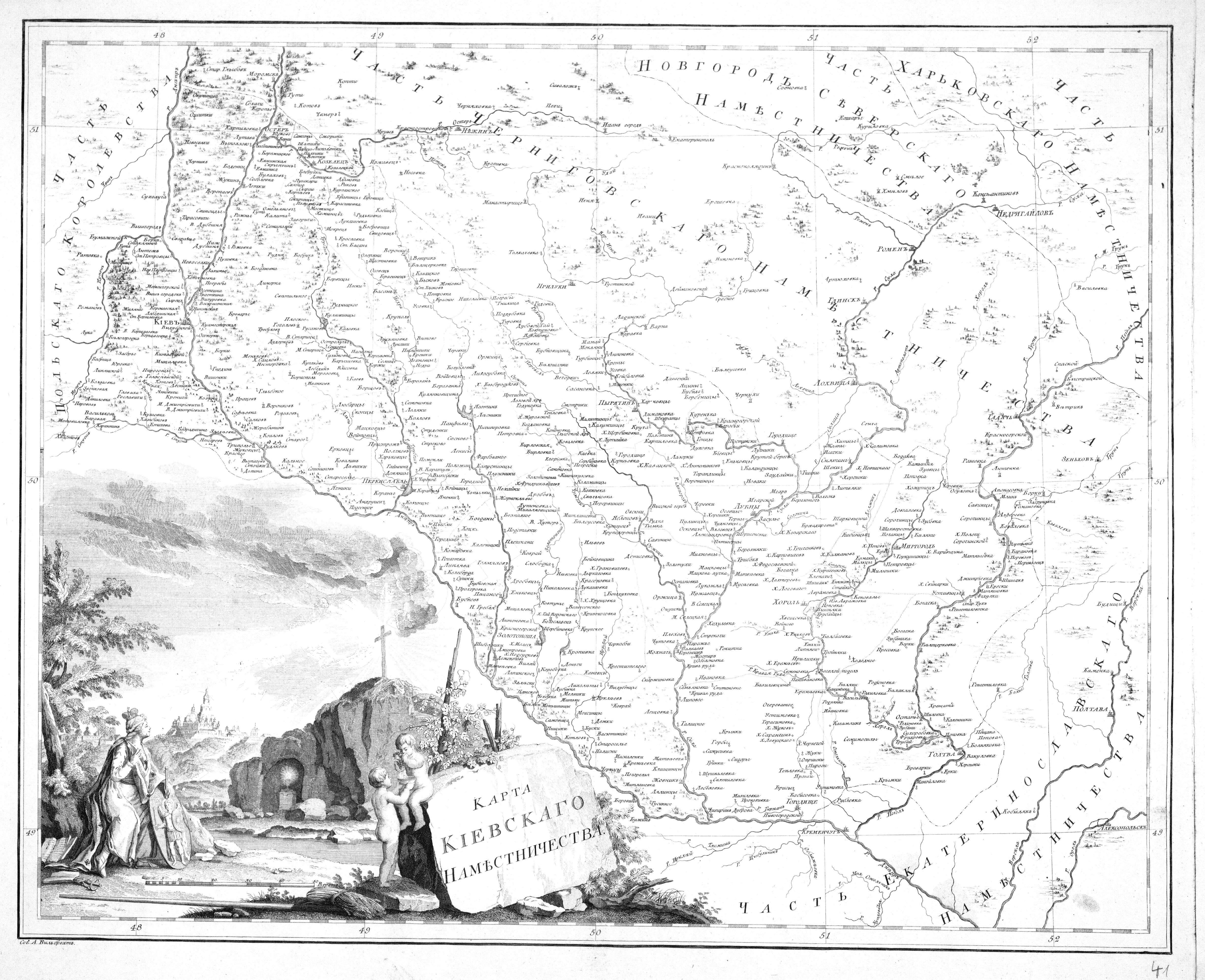
Карта Київського намісництва на якій також відображено Пречисте, 1792 р.

За описом Київського намісництва 1781 року слобода відносилось до Пирятинського повіту цього намісництва, і у ній нараховувалось 22 хати. 
За книгою Київського намісництва 1787 року у слободі проживало 46 осіб і була у володінні гвардії капітан-поручника графа Іллі Безбородька. Описаний також хутір Пречисний у якому було 24 особи, належав «полковника Петра Новицького жінці Олені»
Слобода є на мапі 1787 року.
З ліквідацією Київського намісництва село як і увесь Пирятинський повіт перейшло до складу Полтавської губернії.
1859 року у Пречиській слободі - 24 двори, 163 жителя, Пречиському хуторі - 50 дворів, 338 жителів.
2001 року, стався спалах антраксом (сибіркою) у селі Червоне та у селищі Лозовий Яр Яготинського району Київської області. Зареєстрували хворобу загалом у 8 людей. Один із хворих встиг виїхати до Рівненської області.
З 2020 року входить в склад Яготинської міської громади.